# Basalganglier
Basalganglier er områder af grå hjernesubstans (nervecellelegemer), der er placeret dybt i hver af storhjernens halvdele. De er ikke egentlige ganglier og betegnes også basalkerner eller nuclei basales.

## Anatomi
Der er ingen generel enighed om hvad der er basalganglierne. I nogle tilfælde vil man mene at det kun er områder lig med corpus striatum der inkluderer putamen, globus pallidus og halekernen, (nucleus caudatus, caudate).
Tidligere har neuroanatomer inkludereret de fleste af de ikke-kortikale grå substans regioner i forhjernen. Der betyder af områder som thalamus, claustrum og amygdala også blev inkluderet.
Nu om dage vil nogle klinikere se basalganglierne som de ikke-kortikale regioner der er specielt involveret i bevægelsesfunktioner, og således vil thalamus, claustrum og amygdala ikke komme med. Substantia nigra (den sorte substans) og den subtalamiske kerne vil derimod komme med.
Corpus striatum indeholder putamen, globus pallidus og halekernen. Halekernen og putamen kaldes tilsammen striatum, og putamen og globus pallidus kaldes tilsammen nucleus lentiformis.

## Funktioner og sygdomme
Basalganglierne er involverede i bevægelsesfunktioner og emotioner.
Ved Parkinsons sygdom ses ændringer i basalganglierne (striatum).
Den arvelige sygdom Huntingtons chorea kan ses som en slags modstykke til Parkinsons sygdom, på den måde at der er en opregulering af dopamin-aktiviteten i striatum. Det bliver forklaret med tabet at nerveceller i striatum, der i den raske hjerne hæmmer dopamin-aktiviteten i den sorte substans.
Også Tourettes syndrom skyldes abnormaliteter i basalganglierne.

## Forbindelser
Basalganglierne har forbindelse til og fra en række andre områder i hjernen.